# 橋詰節子
橋詰 節子（はしづめ せつこ、1960年4月9日 - ）は、日本の元女子バスケットボール選手である。京都府出身。
全日本メンバーとして1979年と1983年の世界選手権に出場した。